# Jason P. Miller
Jason P. Miller é um matemático estadunidense, que trabalha com estocástica.
Miller estudou matemática, informática e economia de 2002 a 2006 na Universidade de Michigan em Ann Arbor, e depois na Universidade Stanford, onde obteve em 2011 um doutorado em matemática, orientado por Amir Dembo, com a tese Limit theorems for Ginzburg-Landau {\displaystyle \nabla }-{\displaystyle \phi } random surfaces. No pós-doutorado esteve na Microsoft Research e de 2012 a 2015 no Instituto de Tecnologia de Massachusetts (Schramm fellow) com Scott Sheffield. Em 2015 foi fellow no Trinity College em Cambridge e reader na Universidade de Cambridge.
Recebeu o Prêmio Rollo Davidson de 2015, o Prêmio Whitehead de 2016 e o Clay Research Award de 2017.
Para 2018 está convidado como palestrante do Congresso Internacional de Matemáticos no Rio de Janeiro (Liouville quantum gravity as a metric space and a scaling limit).

## Publicações
- Miller, Sheffield :Liouville quantum gravity and the Brownian map, Teil 1: The QLE(8/3,0) metric, 2015,  Arxiv, Teil 2: geodesics and continuity of the embedding,  2016,  Arxiv
- Miller, Sheffield: Quantum Loewner Evolution, Duke Math. J., Band 165, 2016, S. 3241–3378, Arxiv
- Miller, Sheffield: Imaginary geometry, Teil 1, 2012, Arxiv, Teil 2,  Arxiv, Teil 3, Arxiv, Teil 4, Arxiv